# Афанасьево (Ивановская область)
Афанасьево — село в Комсомольском районе Ивановской области России, входит в состав Писцовского сельского поселения.

## География
Село расположено на берегу реки Уводи в 8 км на юго-восток от центра поселения села Писцово и в 26 км на северо-восток от райцентра города Комсомольска близ автодороги Р79 Иваново — М-8.

## История
В XVII — начале XIX века в селе существовали две деревянные церкви: Воскресенская и Казанская. Воскресенская церковь построена была и освящена в 1689 году, как видно из надписи на храмозданном кресте, упразднена эта церковь за ветхостью около 1866 года. Время постройки Казанской церкви неизвестно, а разобрана за ветхостью в 1838 году. Строительство каменной церкви в селе с колокольней и оградой началось в 1821 году на средства помещицы Марии Ивановны Зайцевой, а окончено строительство и освящена церковь была в 1829 году. Престолов в ней было три: в холодной — в честь Воскресения Христова и в теплой — во имя Святителя и Чудотворца Николая и в честь Казанской иконы Божьей Матери. В селе имелась церковно-приходская школа. 
В конце XIX — начале XX века село входило в состав Кочневской волости Шуйского уезда Владимирской губернии. В 1859 году в селе числилось 73 двора, в 1905 году — 80 дворов.

## Население
| 1859 | 1905 |
| ---- | ---- |
| 371  | 434  |

| 1859 | 1905 | 2010 |
| ---- | ---- | ---- |
| 371  | ↗434 | ↘27  |

## Достопримечательности
В селе расположена недействующая Церковь Воскресения Христова.